# Cephalomanes crassum
Cephalomanes crassum là một loài dương xỉ trong họ Hymenophyllaceae. Loài này được M.G.Price mô tả khoa học đầu tiên năm 1990.
Danh pháp khoa học của loài này chưa được làm sáng tỏ. 